# Senna (filme)
Senna (bra: Senna: O Brasileiro, O Herói, O Campeão) é um documentário lançado em 2010 que conta a trajetória de Ayrton Senna na Fórmula 1. É uma co-produção de França, Brasil, Reino Unido e Estados Unidos. O longa foi produzido pela Working Title em parceria com a ESPN Films e foi distribuído pela Universal Pictures.
Durante vários anos inúmeros diretores de renome internacional tiveram a intenção de realizar um filme sobre Ayrton Senna, entre eles: Ridley Scott, Walter Salles, Michael Mann e Oliver Stone. Porém, como o objetivo era conceber uma obra de ficção baseada na vida de Ayrton, com algum ator desempenhando o papel de Ayrton Senna, a família não autorizou a sua realização. Até que o diretor Asif Kapadia aceitou fazer um documentário sobre o piloto brasileiro, conseguindo assim autorização da família para a realização do projeto. A primeira tentativa de se produzir uma cinebiografia sobre o brasileiro ocorreu logo após a sua morte, ainda em maio de 1994. O filme seria uma coprodução luso-brasileira sob o título de "O Campeão das Sete Pátrias". As sete pátrias a qual se refere o título são as sete nações de língua portuguesa. Em seguida coube ao cineasta finlandês Renny Harlin, tentar levar a história de Ayrton Senna ao cinema. Porém, com a desistência do projeto, ele acabou por colocar alguns elementos na trama de Driven, lançado em 2001 e estrelado por Sylvester Stallone, para homenagear o piloto brasileiro. O uniforme usado pela equipe protagonista e as cores do carro, que remetem diretamente a McLaren de Ayrton Senna, são algumas das referências a Ayrton. Outra referência ao brasileiro é o personagem "Memo Moreno", interpretado pelo ator chileno Cristián de la Fuente. Secundário na trama, Memo é brasileiro e até chama Stallone de "amigo".
Alguns atores brasileiros e estrangeiros foram cotados a viver Senna no cinema. O espanhol Antonio Banderas foi cogitado em 1996, pela própria irmã do piloto, a interpretá-lo. Já o norte-americano Sylvester Stallone chegou a conversar, informalmente no ano de 1994, com Ayrton, sobre a possibilidade do ator interpretar o brasileiro no cinema.Rodrigo Santoro igualmente foi cogitado a encarnar Ayrton Senna nas telonas, porém o projeto foi paralisado momentaneamente.
Senna recebeu aclamação tanto da crítica quanto do público, tornando-se um dos maiores do gênero documentário e filmes sobre esportes em todos os tempos.

## Sinopse
O documentário foca na carreira de Senna na fórmula 1 entre 1984 e 1994 com principal atenção na rivalidade com o piloto francês Alain Prost, como também suas rusgas com dirigentes da FIA, notadamente o seu presidente na época o francês Jean-Marie Balestre.
O documentário tem início com imagens de Senna nas competições de kart e uma declaração onde ele diz que em sua época de kart as corridas eram "reais" porque não envolviam dinheiro nem política. Logo em seguida o primeiro destaque fica por conta de sua primeira participação no Grande Prêmio de Mônaco em 1984, onde largando atrás no grid, atingiu a segunda posição, e só não venceu a disputa pelo fato da corrida ter sido interrompida a pedido do francês Prost.
Sua primeira vitória na categoria igualmente é mostrada com destaque. A temporada de 1988 da qual ele se consagrou campeão, ganha destaque no documentário por dois momentos distintos: O primeiro é a batida em Mônaco quando liderava com quase um minuto de diferença para Alain Prost. O segundo é a vitória no Japão que lhe garantiu o título.
O ano de 1989 marca o ápice da rivalidade entre o piloto brasileiro e o francês. Naquele ano, na disputa do Grande Prêmio do Japão, Prost bate em Senna, porém o brasileiro consegue retornar a disputa e vence o GP. Entretanto, Ayrton é desclassificado e perde o campeonato.
Já em 1990 foi a vez de Senna bater em Prost no mesmo Grande Prêmio e com isso garantir o seu segundo título mundial. No ano seguinte, além do título, o grande destaque fica por conta da primeira vitória de Ayrton Senna no Brasil em condições adversas, fazendo com que o brasileiro ficasse completamente desgastado ao fim da corrida.
A produção também conta com várias imagens inéditas dos bastidores da fórmula 1, como reuniões entre os pilotos e dirigentes. O lado pessoal também é mostrado, porém com pouco destaque. Com imagens de arquivo da família Senna e depoimentos da irmã, além de entrevistas do pai e mãe do piloto. O lado de "superstar" também é lembrado durante a obra.
A produção conta com a participação do jornalista Reginaldo Leme, conhecido por cobrir a fórmula 1 desde a década de 1970 e narrações de algumas corridas por Galvão Bueno. Assim como a dupla da BBC, James Hunt (comentários) e Murray Walker (narração).
Os entrevistados deste documentário não são mostrados, apenas o áudio é exibido, a produção foca nas imagens das corridas, bastidores, entrevistas da época abordada pelo filme, dando assim, um dinamismo ao produto final.
A parte final da obra revela o início difícil de Senna na Williams em 1994 além da última corrida do brasileiro no Grande Prêmio de San Marino no circuito de Imola. O acidente e toda a comoção pela sua morte praticamente fecha o filme, sem antes ser mostrada uma entrevista onde ele responde a um jornalista sobre quem ele considerava o seu maior adversário nas pistas. Senna remete aos tempos de kart e classifica Terry Fullerton, campeão mundial de kart, como esse grande adversário, além da referida frase no começo da narrativa, quando ele afirmou que as corridas eram "reais" pelo fato de dinheiro e política não estarem envolvidos nas disputas nas pistas.

## Produção
A empresa Technicolor SA foi responsável pela conclusão do trabalho de pós-produção do documentário Senna. O diretor Asif Kapadia fez o filme inteiramente a partir de imagens de arquivo, com formatos que variam de 16mm a HDCAM.
Embora a intenção era fazer um trabalho de restauração total das imagens, o diretor estava mesmo interessado em manter a maior parte da filmagem em seu estado original.
Senna foi lançado pela Agência de Distribuição de Produtores (PDA, sigla em inglês), a mesma empresa que lançou o filme indicado ao Oscar, Exit Through the Gift Shop.

### Edição final
O roteirista do documentário, Manish Pandey, explicou que retirou, da edição final, várias entrevistas e áudios por não possuírem relevância sobre a carreira profissional de Ayrton, foco principal do filme, entre as quais, um áudio de Adriane Galisteu, bem como uma entrevista onde Alain Prost fala com carinho de seu desafeto nas pistas, em contrapartida, entrevistas onde Prost ataca Senna, foram incluídas na montagem final da obra.
Alguns momentos relevantes e/ou importantes da carreira de Ayrton Senna igualmente foram suprimidos do documentário. A seguir alguns exemplos dentre os mais citados: GP de Portugal de 1988, GP da Itália de 1989, GP do Brasil de 1993 - segunda vitória do brasileiro em sua terra natal. Depois da vitória, Ayrton cai nos braços dos torcedores, em um momento raro no automobilismo moderno - GP da Europa de 1993 - uma das melhores atuações de Senna, considerada a melhor primeira volta da história da Fórmula 1.

## Trilha sonora
A seguir a lista de composições que fizeram parte da trilha sonora do documentário. O CD foi lançado em 1 de novembro de 2011 pelo selo Decca Records da Universal Music. A trilha também ficou a disposição no site iTunes para download a partir de outubro de 2011. O trabalho esteve a cargo de Antonio Pinto. Este trabalho é uma coletânea de outras obras do compositor presentes em outras trilhas sonoras de filmes como: "Colateral", "Crónicas", "A Estranha Perfeita", "Abril Despedaçado" e "The Vintner’s Luck".
CD da versão internacional
- God - Antonio Pinto
- A Bomba - Antonio Pinto
- Home Theme - Antonio Pinto
- Percussion Theme - Antonio Pinto
- Lotus - Antonio Pinto
- World Champion - Antonio Pinto
- Home Peace - Antonio Pinto
- Hunt - Antonio Pinto
- Emptiness - The Vintner’s Luck (Antonio Pinto)
- Strange Justice - A Estranha Perfeita (Antonio Pinto)
- Head Injury - Antonio Pinto
- Ratzenberger/Senna’s Face - Antonio Pinto
- Secret Room - A Estranha Perfeita (Antonio Pinto)
- A Morte - Abril Despedaçado (Antonio Pinto)
- Maracatu Atômico - Nação Zumbi
- A Minha Menina - Mutantes

Excluídas do CD
- Genkai Lovers - Show-YA (Shell Commercial)
- Bob (Edu K Remix) - Otto e Bebel Gilberto
- Jazz Club Shooting - Colateral (Antonio Pinto)
- Wogan Signature Music - Antonio Pinto
- Requiem - Colateral (Antonio Pinto)
- Interrogatório - Crónicas (Antonio Pinto)
- Papai Noel dos Baixinhos - Xuxa
- Manolo Fone - Crónicas (Antonio Pinto)
- Tema da Vitória - Eduardo Souto Neto
- Soledad - Crónicas (Antonio Pinto)
- Run - Antonio Pinto
- Dado (Bruno E. Remix) - Bruno E.

## Lançamentos

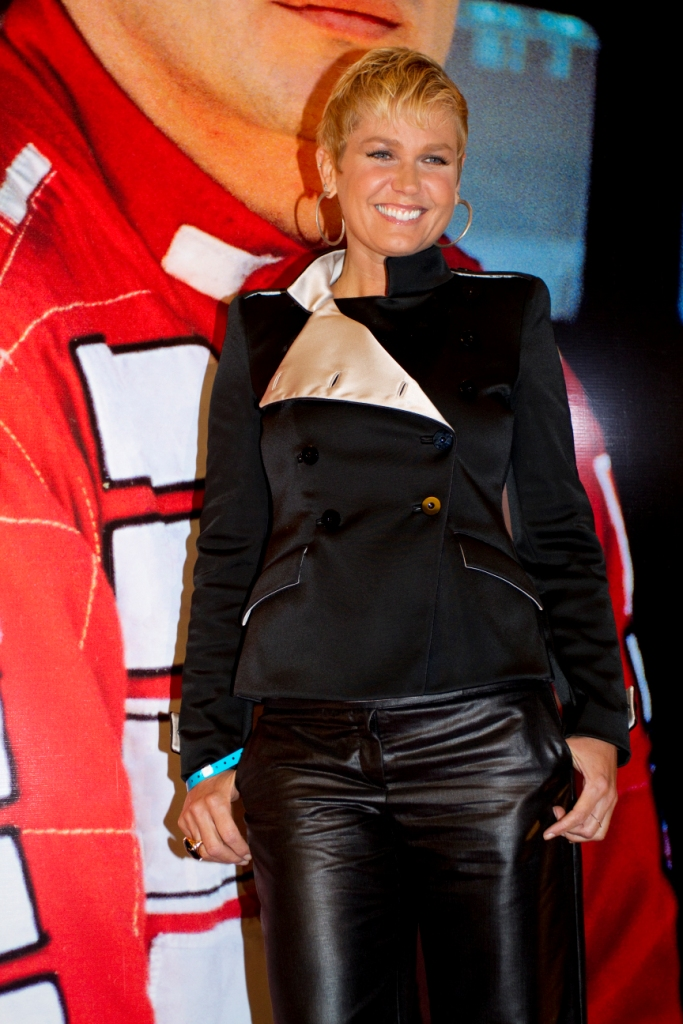
A apresentadora de TV Xuxa na pré-estreia do filme Senna em 2010.

O filme foi primeiramente lançado no Japão em outubro de 2010, sendo posteriormente lançado no Brasil no mês seguinte. Em 2011 o filme foi lançado em boa parte da Europa, com especial atenção para o Reino Unido no mês de junho. Em julho seria lançado na Austrália, porém o lançamento foi adiado, sendo posteriormente lançado no mês de agosto. No mesmo mês de agosto foi a vez dos Estados Unidos receber a história de Ayrton Senna.

### Home video
O documentário foi lançado no Japão, Reino Unido e Brasil nos formatos DVD e Blu-ray. No Brasil com o título "Senna - O Brasileiro, O Herói, O Campeão". No Reino Unido, as vendas do DVD/Blu-ray tornou-se um grande sucesso, alcançando um total de 750 mil unidades vendidas. Em 2011 no Brasil, tornou-se um dos DVDs mais alugados nas locadoras. No iTunes, a versão em inglês do DVD alcançou o primeiro lugar em vendas em 2011. Em março de 2012 foi lançado também nos Estados Unidos.

### Televisão
No dia 26 de dezembro de 2011 o filme estreou na televisão brasileira através do canal a cabo SporTV, que exibiu o documentário com reprises subsequentes no mesmo mês de dezembro e no início de 2012. Em virtude dos 20 anos da morte de Ayrton Senna, o canal voltou a exibir o documentário em 1º de maio de 2014.
Em fevereiro de 2012 foi apresentado pela primeira vez na televisão portuguesa no canal fechado TVCine 4. Ainda em 2012 foi exibido nos Estados Unidos na ESPN2 e na ESPN Classic, sendo reprisado em algumas ocasiões nos anos seguintes. Já em outubro de 2013 foi a vez do canal britânico ITV exibir o filme sobre Ayrton Senna.
Foi exibido novamente no Brasil, agora em TV aberta, no dia 3 de maio de 2014, pela Rede Globo no Supercine, em razão do aniversário de 20 anos da morte do piloto. Em 8 de novembro, a TV Globo voltou a exibí-lo, agora na sessão Corujão. No dia 1º de maio de 2015, a TVI, líder de audiência em Portugal, exibiu pela primeira vez a cinebiografia Senna na TV aberta portuguesa.
Em 1º de maio de 2019 foi a vez do Telecine Cult exibir o documentário lembrando os 25 anos sem Ayrton Senna. Porém, a estreia do filme no canal ocorreu em 31 de janeiro do mesmo ano.

## Recepção

### Críticas
A recepção tanto do público quanto da crítica especializada foi em sua grande maioria de elogios, tornando-se um grande sucesso de crítica. Em um dos sites mais conceituados sobre cinema, o Rotten Tomatoes, Senna recebeu uma taxa de aprovação de 93% (com base em 121 resenhas de críticos), obtendo 95% de aprovação por parte da audiência do site sob o seguinte consenso crítico: "Mesmo para os cinéfilos que não são fãs de corridas, Senna oferece emoções de tirar o fôlego - e emoções de partir o coração". No site Metacritic, o documentário obtém a pontuação 79/100, com base em trinta comentários, indicando "avaliações geralmente positivas".
O crítico Dan Jolin da Empire Magazine atribuiu uma nota 4 de 5 à produção. Alex Zane do jornal britânico The Sun, igualmente classificou a obra com a nota 4 de 5, dizendo que o documentário é "fascinante e profundamente comovente". Já Steve Rose do The Guardian, também anotou um 4 de 5 para a obra, afirmando: "com várias imagens gravadas disponíveis da fórmula 1, foi possível moldar a história de Senna como um drama de ação ao vivo, em vez de um documentário póstumo.
Em um dos principais sites de cinema do Brasil, o AdoroCinema, o documentário foi avaliado pelos usuários com uma nota de 4.4/5 em um universo de 133 notas e 22 críticas, além da nota máxima pela análise do próprio site. Na Netflix, a nota média do filme é de 4.3/5 com um total de mais de 535 mil classificações.

### Bilheteria
No Brasil o filme contou com um público de mais de 212 mil pessoas, o que se tratando de um documentário, pode ser considerado um grande sucesso, além de uma arrecadação de quase 2.3 milhões de reais, fazendo com que Senna ficasse em primeiro lugar entre os documentários mais assistidos do ano.
No Japão a produção ficou entre as mais assistidas entre todos os gêneros no seu mês de lançamento.
No Reino Unido a estreia tornou-se a mais assistida de todos os tempos no gênero documentário. Senna alcançou a sétima posição em todos os tempos em sua categoria no Reino Unido em arrecadação.
Na Austrália a pré-estreia contou com inúmeras personalidades do automobilismo e esportes a motor em geral. Sua estreia acabou por tornar-se um grande sucesso no gênero documentário naquele país.
Nos Estados Unidos, apesar de o lançamento ter sido limitado devido ao pouco apelo da Fórmula 1, o filme acabou por superar as expectativas ficando com o primeiro lugar no ano em bilheteria na categoria documentários.
No final de seu circuito mundial, Senna' arrecadou quase 11 milhões de dólares no mundo inteiro.

### Prêmios e indicações
| Prêmio                                           | Ano  | Categoria                                                | Resultado | Vencedor                                                              | Fonte               |
| ------------------------------------------------ | ---- | -------------------------------------------------------- | --------- | --------------------------------------------------------------------- | ------------------- |
| BAFTA Awards                                     | 2012 | Outstanding British Film                                 | Indicado  | Asif Kapadia, James Gay-Rees, Tim Bevan, Eric Fellner e Manish Pandey | [ 56 ]              |
| BAFTA Awards                                     | 2012 | Melhor Documentário                                      | Venceu    | Asif Kapadia                                                          | [ 56 ]              |
| BAFTA Awards                                     | 2012 | Melhor Edição                                            | Venceu    | Gregers Sall e Chris King                                             | [ 56 ]              |
| Cinema Eye Honors                                | 2012 | Outstanding Achievement in Nonfiction Feature Filmmaking | Indicado  | Asif Kapadia                                                          | [ 57 ]              |
| Cinema Eye Honors                                | 2012 | Outstanding Achievement in Original Music Score          | Indicado  | Antonio Pinto                                                         | [ 57 ]              |
| Cinema Eye Honors                                | 2012 | Audience Choice Prize                                    | Indicado  | Asif Kapadia                                                          | [ 57 ]              |
| Cinema Eye Honors                                | 2012 | Outstanding Achievement in Editing                       | Venceu    | Chris King e Gregers Sall                                             | [ 58 ]              |
| Producers Guild of America Awards                | 2012 | Melhor Documentário                                      | Indicado  | Asif Kapadia                                                          | [ 59 ]              |
| London Film Critics’ Circle Awards               | 2012 | Melhor Documentário                                      | Venceu    | Asif Kapadia                                                          | [carece de fontes?] |
| London Film Critics’ Circle Awards               | 2012 | Best Technical Achievement for Editing                   | Indicado  | Gregers Sall e Chris King                                             | [ 60 ]              |
| Writers Guild of America Awards                  | 2012 | Melhor Roteiro de Documentário                           | Indicado  | Manish Pandey                                                         | [ 61 ]              |
| Evening Standard British Film Awards             | 2012 | Melhor Documentário                                      | Venceu    | Asif Kapadia                                                          | [ 62 ]              |
| Irish Film and Television Awards                 | 2012 | Melhor Filme Internacional                               | Indicado  | Asif Kapadia                                                          | [ 63 ]              |
| Australian Film Critics Association              | 2012 | Melhor Documentário                                      | Venceu    | Asif Kapadia                                                          | [ 64 ]              |
| Festival de Cinema de Sundance                   | 2011 | Melhor documentário pelo júri popular                    | Venceu    | Asif Kapadia                                                          | [ 65 ]              |
| Festival de Cinema de Los Angeles                | 2011 | Melhor filme internacional pelo júri popular             | Venceu    | Asif Kapadia                                                          | [ 66 ]              |
| Festival Internacional de Cinema de Melbourne    | 2011 | Melhor documentário pela escolha do público              | Venceu    | Asif Kapadia                                                          | [ 67 ]              |
| Festival de Cinema de Adelaide                   | 2011 | Melhor documentário pelo júri popular                    | Venceu    | Asif Kapadia                                                          | [ 68 ] [ 69 ]       |
| Sheffield Doc/Fest                               | 2011 | Prêmio Inovação                                          | Indicado  | Asif Kapadia                                                          | [ 70 ]              |
| Festival Internacional de Cinema de Ghent        | 2011 | The Port of Ghent (Escolha do público)                   | Venceu    | Asif Kapadia                                                          | [ 71 ]              |
| Screen Marketing & Distribution Awards           | 2011 | Melhor lançamento de documentário do ano                 | Venceu    | Universal Pictures                                                    | [ 72 ]              |
| Screen Marketing & Distribution Awards           | 2011 | Melhor campanha PR do ano                                | Venceu    | Freud Communications e Organic, Inc. em nome da Universal Pictures    | [ 72 ]              |
| Mashable Awards                                  | 2011 | Best Social Movie Campaign                               | Indicado  |                                                                       | [ 73 ]              |
| The British Independent Film Awards              | 2011 | Melhor Documentário                                      | Venceu    | Asif Kapadia                                                          | [ 74 ]              |
| The British Independent Film Awards              | 2011 | Melhor Filme Britânico Independente                      | Indicado  | Asif Kapadia                                                          | [ 75 ]              |
| The British Independent Film Awards              | 2011 | Best Technical Achievement - Editing                     | Indicado  | Chris King e Gregers Sall                                             | [ 75 ]              |
| The Grierson Awards - British Documentary Awards | 2011 | Melhor Documentário de Cinema                            | Indicado  | Asif Kapadia                                                          | [ 76 ]              |
| IDA Documentary Awards                           | 2011 | Melhor Edição                                            | Venceu    | Chris King e Gregers Sall                                             | [ 77 ]              |
| Autosport Awards                                 | 2011 | Pioneering and Innovation Award                          | Venceu    | Asif Kapadia, Manish Pandey, James Gay-Weeks                          | [ 78 ]              |
| Satellite Awards                                 | 2011 | Melhor Documentário                                      | Venceu    | Asif Kapadia                                                          | [ 79 ]              |
| iTunes Awards UK                                 | 2011 | Melhor Documentário                                      | Venceu    | Asif Kapadia                                                          | [ 80 ]              |
| Dean Batchelor Award (The Motor Press Guild)     | 2011 | Melhor Audio/Visual                                      | Venceu    | Asif Kapadia e Manish Pandey                                          | [ 81 ] [ 82 ]       |
| The Dublin Film Critics Circle                   | 2011 | Melhor Documentário                                      | Venceu    | Asif Kapadia                                                          | [ 83 ]              |
| Utah Film Critics                                | 2011 | Melhor Documentário                                      | Venceu    | Asif Kapadia                                                          | [ 84 ]              |
| Netflix                                          | 2011 | Melhor Documentário                                      | Venceu    | Asif Kapadia                                                          | [ 85 ]              |

#### Menções honrosas
| Ano  | Prêmio                                               | Categoria                                   | Resultado   | Fonte  |
| ---- | ---------------------------------------------------- | ------------------------------------------- | ----------- | ------ |
| 2011 | National Board of Review Awards                      | Melhor Documentário                         | Top 5       | [ 86 ] |
| 2011 | Festival de Cinema de Sydney                         | Melhor Documentário pela Escolha do Público | Top 5       | [ 87 ] |
| 2011 | Hot Docs Canadian International Documentary Festival | Escolha do Público de Melhor Documentário   | Top 5       | [ 88 ] |
| 2011 | Sydney Film Critics                                  | Melhores Filmes do Ano                      | Top 10 (#6) | [ 89 ] |
| 2011 | Empire Top 20 Films of Year                          | Melhores Filmes do Ano                      | Top 20 (#2) | [ 90 ] |

#### Outros
| Ano  | Nome               | Categoria                                                                | Resultado | Fonte  |
| ---- | ------------------ | ------------------------------------------------------------------------ | --------- | ------ |
| 2011 | Sundance Institute | Arts and Humanities’ Film Forward: Advancing Culture Dialogue initiative | Incluído  | [ 91 ] |